# Philip Joseph Furlong
Philip Joseph Furlong (* 8. Dezember 1892 in New York City; † 13. April 1989 in Manhattan) war ein US-amerikanischer römisch-katholischer Geistlicher und Weihbischof im US-amerikanischen Militärordinariat.

## Leben
Philip Joseph Furlong besuchte das Cathedral College. Anschließend studierte er Philosophie und Katholische Theologie am St. Joseph’s Seminary in Yonkers. Furlong empfing am 18. Mai 1918 das Sakrament der Priesterweihe für das Erzbistum New York.
Furlong war nach der Priesterweihe zunächst als Pfarrvikar der Pfarrei St. Denis in Yonkers tätig. An der Fordham University wurde er im Fach Philosophie promoviert. Ab 1920 lehrte Furlong Geschichte am Cathedral College und von 1938 bis 1941 war er zudem dessen Präsident. 1941 wurde Philip Joseph Furlong Direktor der Cardinal Hayes High School in der Bronx. Im selben Jahr verlieh ihm Papst Pius XII. den Titel Päpstlicher Geheimkämmerer. Zudem war er von 1942 bis 1945 Kaplan der Civil Air Patrol und Mitglied des Naval Aviation Cadet Selection Board sowie von 1943 bis 1948 Kaplan des 8. Regiments der New York National Guard. 1945 erhielt Furlong den Titel Päpstlicher Hausprälat. Von 1945 bis 1946 wirkte er als Verantwortlicher für die katholischen Schulen im Erzbistum New York, bevor er Pfarrer der Pfarrei St. Elizabeth in Manhattan wurde. Seit 1950 war Philip Joseph Furlong Pfarrer der Pfarrei St. Thomas More in Manhattan.
Am 3. Dezember 1955 ernannte ihn Papst Pius XII. zum Titularbischof von Araxa und zum Weihbischof im US-amerikanischen Militärordinariat. Der Erzbischof von New York, Francis Kardinal Spellman, spendete ihm am 25. Januar 1956 in der St. Patrick’s Cathedral die Bischofsweihe; Mitkonsekratoren waren der Rektor der Katholischen Universität von Amerika in Washington, D.C., Bischof Bryan Joseph McEntegart, und der Weihbischof in New York, Joseph Francis Flannelly. Als Weihbischof war Furlong weiterhin als Pfarrer der Pfarrei St. Thomas More in Manhattan tätig. Er nahm an allen vier Sitzungsperioden des Zweiten Vatikanischen Konzils teil.
Papst Paul VI. nahm 1971 das von Philip Joseph Furlong vorgebrachte Rücktrittsgesuch an.